# Jagiellonia Białystok w sezonie 1927
Wojskowy Klub Sportowy 42 Pułku Piechoty w Białymstoku (protoplasta Jagiellonii Białystok) przystąpił do rozgrywek Klasy B pod patronatem Warszawskiego Okręgowego Związku Piłki Nożnej, choć oficjalnie należał do Wileńskiego Okręgu.

## II poziom rozgrywek piłkarskich
Po niemiłych doświadczeniach poprzedniego sezonu z Wileńskim OZPN białostockie drużyny organizują nieoficjalne rozgrywki klasy B pod patronatem Warszawskiego OZPN. 
Z powodu utworzenia przez najsilniejsze kluby polskie nowych rozgrywek niezależnych od PZPN - Ligi, powstały dwa równorzędne poziomy rozgrywkowe. Pod koniec 1927 konflikt został rozwiązany, a wszystkie kluby wróciły do PZPN-u.
| Rozgrywki | Poziomy rozgrywkowe w sezonie 1927 - Warszawski OZPN | Poziomy rozgrywkowe w sezonie 1927 - Warszawski OZPN  | Poziomy rozgrywkowe w sezonie 1927 - Warszawski OZPN  | Poziomy rozgrywkowe w sezonie 1927 - Warszawski OZPN  | Poziomy rozgrywkowe w sezonie 1927 - Warszawski OZPN  | Poziomy rozgrywkowe w sezonie 1927 - Warszawski OZPN  |
| --------- | ---------------------------------------------------- | ----------------------------------------------------- | ----------------------------------------------------- | ----------------------------------------------------- | ----------------------------------------------------- | ----------------------------------------------------- |
| Centralne | I poziom ligowy                                      | Mistrzostwa Polski (nie odbyły się) >>> utworzonoLigę | Mistrzostwa Polski (nie odbyły się) >>> utworzonoLigę | Mistrzostwa Polski (nie odbyły się) >>> utworzonoLigę | Mistrzostwa Polski (nie odbyły się) >>> utworzonoLigę | Mistrzostwa Polski (nie odbyły się) >>> utworzonoLigę |
| Okręgowe  | II poziom ligowy                                     | Klasa A (Warszawa)                                    | Klasa A (Warszawa)                                    | Klasa A (Warszawa)                                    | Liga Okręgowa (Warszawa-Siedlce)                      | Liga Okręgowa (Białystok-Grodno)                      |
| Okręgowe  | III poziom ligowy                                    | Klasa B - gr.I                                        | Klasa B - gr.II                                       | Klasa B - gr.III                                      |                                                       |                                                       |
| Okręgowe  | IV poziom ligowy                                     | Klasa C - gr.I                                        | Klasa C - gr.II                                       | Klasa C - gr.III                                      |                                                       |                                                       |

W dniu 9 lipca 1927 roku ukonstytuował się zarząd podokręgu białostockiego, działającego pod patronatem Warszawskiego OZPN. Do rozgrywek zgłosiło się 5 zespołów z Białegostoku. Mecze rozpoczęły się 16 lipca, a zakończyły w połowie września 1927 roku.
Zwycięzca grupy białostockiej, czyli WKS 42 PP spotkał się w meczu o mistrzostwo ligi okręgowej z drużyną WKS 9 PAC Siedlce, mecz zakończył się porażką białostoczan.

## Liga Okręgowa Warszawskiego OZPN, podokręg białostocki - II poziom rozgrywkowy
| Lp.                                                   | Drużyna                   | M | Z | R | P | Bramki | Bramki | Różn. | Pkt. | Uwagi  |
| ----------------------------------------------------- | ------------------------- | - | - | - | - | ------ | ------ | ----- | ---- | ------ |
| 1                                                     | WKS 42PP Białystok        | 8 | 7 | 0 | 1 | 31     | 13     | +18   | 14   | Baraże |
| 2                                                     | PKS Sparta Białystok      | 7 | 5 | 1 | 1 | 27     | 7      | +20   | 11   | 13*    |
| 3                                                     | ŻKS Białystok             | 8 | 4 | 1 | 3 | 23     | 13     | +10   | 9    |        |
| 4                                                     | BOSO Białystok            | 8 | 1 | 1 | 6 | 7      | 30     | -23   | 3    |        |
| 5                                                     | Haszomer Hacair Białystok | 7 | 0 | 1 | 6 | 4      | 29     | -25   | 1    |        |
| * Brak wyniku meczu Sparta: Haszomir, wygrała Sparta. |                           |   |   |   |   |        |        |       |      |        |

- Sparta Białystok po zakończeniu sezonu rozwiązała sekcję piki nożnej, część zawodników zasiliła WKS 42PP oraz SKS (Szkolny KS).
- Haszomer Hacair (tłum."Mody Strażnik"), klub skautów żydowskich.
- Zwycięzca grupy białostockiej, czyli WKS 42 PP spotkał się w meczu o mistrzostwo ligi okręgowej z drużyną WKS 9 PAC Siedlce, niestety mecz zakończony porażką białostoczan.

```
24-25.09.1927 Siedlce - 
WKS 9PAC Siedlce
: 
WKS 42PP Białystok
 4:2
[
3
]

30.10.1927 Białystok - 
WKS 42PP Białystok
: 
WKS 9PAC Siedlce
 
 
 3:8
```

## Mecze
| Mecze i wyniki | Mecze i wyniki          | Mecze i wyniki           | Mecze i wyniki | Mecze i wyniki | Mecze i wyniki         | Mecze i wyniki | Mecze i wyniki  | Pozycja w lidze | Pozycja w lidze | Pozycja w lidze |
| Lp. | Data                    | Rozgrywki                | F.             | D/W            | Przeciwnik             | Wynik          | Strzelcy bramek | M.              | P.              | B.              |
| --- | ----------------------- | ------------------------ | -------------- | -------------- | ---------------------- | -------------- | --------------- | --------------- | --------------- | --------------- |
| | 16-17.07.1927 Białystok | Liga okr. - 1 kol.       | -              | -              | (pauza)                |                |                 |                 |                 |                 |
| {\displaystyle 1_{\ 15}^{\ }} | 23.07.1927 Białystok    | Liga okr. - 2 kol.       | -              | D              | ŻKS Białystok          | 4:1            |                 | 2               | 2               | 4:1             |
| {\displaystyle 2_{\ 16}^{\ }} | 31.07.1927 Białystok    | Liga okr. - 3 kol.       | -              | W              | PKS Sparta Białystok   | 1:6            |                 | 3               | 2               | 5:7             |
| {\displaystyle 3_{\ 17}^{\ }} | 6.08.1927 Białystok     | Liga okr. - 4 kol.       | -              | D              | BOSO Białystok         | 6:1            |                 | 2               | 4               | 11:8            |
| {\displaystyle 4_{\ 18}^{\ }} | 13.08.1927 Białystok    | Liga okr. - 5 kol.       | -              | W              | Haszomer Hacair B-stok | 2:4            |                 | 2               | 6               | 15:10           |
| {\displaystyle 5_{\ 19}^{\ }} | 21.08.1927 Białystok    | Liga okr. - 6 kol.       | -              | D              | PKS Sparta Białystok   | 4:2            |                 | 2               | 8               | 19:12           |
| {\displaystyle 6_{\ 20}^{\ }} | 28.08.1927 Białystok    | Liga okr. - 7 kol.       | -              | W              | BOSO Białystok         | 1:4            |                 | 1               | 10              | 23:13           |
| {\displaystyle 7_{\ 21}^{\ }} | 4.09.1927 Białystok     | Liga okr. - 8 kol.       | -              | W              | ŻKS Białystok          | 0:1            |                 | 1               | 12              | 24:13           |
| | 11.09.1927 Białystok    | Liga okr. - 9 kol.       | -              | -              | (pauza)                |                |                 | 1               | 12              | 24:13           |
| {\displaystyle 8_{\ 22}^{\ }} | 17.09.1927 Białystok    | Liga okr. - 10 kol.      | -              | D              | Haszomer Hacair B-stok | 7:0            |                 | 1               | 14              | 31:13           |
| {\displaystyle 9_{\ }^{\ }} | 24-25.09.1927 Siedlce   | Mecz o mistrz. Ligi okr. | -              | W              | WKS 9PAC Siedlce       | 4:2            |                 |                 |                 |                 |
| {\displaystyle 10_{\ }^{\ }} | 30.10.1927 Białystok    | Mecz o mistrz. Ligi okr. | -              | D              | WKS 9PAC Siedlce       | 3:8            |                 |                 |                 |                 |
| {\displaystyle 1_{\ 3}^{\ 2}} - (1) Liczba meczów w sezonie, (2) wszystkie mecze na najwyższym poziomie rozgrywkowym, (3) wszystkie mecze w rozgrywkach ligowych (bez baraży) - rozgrywki ligowe, - rozgrywki pucharu polski, - rozgrywki pucharu ligi, - rozgrywki ligi europejskiej, - mecze barażowe lub eliminacyjne, - inne. |                         |                          |                |                |                        |                |                 |                 |                 |                 |